# Бокель (Піннеберг)
Бокель (нім. Bokel) — громада в Німеччині, розташована в землі Шлезвіг-Гольштейн. Входить до складу району Піннеберг. Складова частина об'єднання громад Гернеркірхен.
Площа — 16,02 км2. Населення становить 596 ос. (станом на 31 грудня 2020).